# Lymantria idea
Lymantria idea är en fjärilsart som beskrevs av Felix Bryk 1949. Lymantria idea ingår i släktet Lymantria och familjen tofsspinnare. Inga underarter finns listade i Catalogue of Life.